# Football à 7 aux Jeux paralympiques d'été de 2016
Cet article traite de l'épreuve des Jeux paralympiques 2016 réservée aux déficients moteurs cérébraux et assimilés. Pour la compétition réservée aux athlètes déficients visuels et athlètes mal voyants, voir Football à 5 aux Jeux paralympiques d'été de 2016. Pour la compétition valide des Jeux olympiques 2016, voir Football aux Jeux olympiques d'été de 2016.
Navigation
Londres 2012 Tokyo 2020
Le tournoi de football à 7 aux Jeux paralympiques d'été de 2016 organisés à Rio de Janeiro (Brésil) se déroule au Centre olympique de tennis du 8 septembre 2016 au 16 septembre 2016. Ce sport est joué par des athlètes ayant une infirmité motrice cérébrale.
La Russie, tenante du titre, n'est pas présente en raison de son exclusion des Jeux paralympiques pour cause de dopage d'État.

## Qualifications
Les huit équipes se sont qualifiées comme suit :
| Compétition                    | Date                     | Lieu                           | Places | Qualifiés                                   |
| ------------------------------ | ------------------------ | ------------------------------ | ------ | ------------------------------------------- |
| Pays organisateur              | 2 octobre 2009           | Copenhague, Danemark           | 1      | Brésil                                      |
| Championnat du Monde 2015      | 16 - 28 juin 2015        | Burton upon Trent, Royaume-Uni | 4      | Grande-Bretagne Irlande États-Unis Pays-Bas |
| Championnats d'Europe 2014     | 23 juillet - 2 août 2014 | Maia, Portugal                 | 1      | Ukraine                                     |
| Jeux parasiatiques 2014        | 19 - 23 octobre 2014     | Incheon, Corée du Sud          | 1      | Iran                                        |
| Jeux parapanaméricains de 2015 | 8 - 15 août 2015         | Toronto, Canada                | 1      | Argentine                                   |
| Total                          | Total                    | Total                          | 8      |                                             |

## Résultats

### Phase de groupes

#### Groupe A
| Rang | Équipe          | Pts | J | G | N | P | Bp | Bc | Diff |
| ---- | --------------- | --- | - | - | - | - | -- | -- | ---- |
| 1    | Ukraine         | 9   | 3 | 3 | 0 | 0 | 10 | 2  | +8   |
| 2    | Brésil          | 6   | 3 | 2 | 0 | 1 | 10 | 4  | +6   |
| 3    | Grande-Bretagne | 3   | 3 | 1 | 0 | 2 | 7  | 5  | +2   |
| 4    | Irlande         | 0   | 3 | 0 | 0 | 3 | 2  | 18 | -16  |

| Match | Date         | Équipe 1        | Résultat | Équipe 2        |
| ----- | ------------ | --------------- | -------- | --------------- |
| 10h00 | 8 septembre  | Brésil          | 2-1      | Grande-Bretagne |
| 14h00 | 8 septembre  | Ukraine         | 6-0      | Irlande         |
| 10h00 | 10 septembre | Grande-Bretagne | 1-2      | Ukraine         |
| 19h00 | 10 septembre | Irlande         | 1-7      | Brésil          |
| 16h15 | 12 septembre | Irlande         | 1-5      | Grande-Bretagne |
| 19h00 | 12 septembre | Ukraine         | 2-1      | Brésil          |

#### Groupe B
| Rang | Équipe     | Pts | J | G | N | P | Bp | Bc | Diff |
| ---- | ---------- | --- | - | - | - | - | -- | -- | ---- |
| 1    | Iran       | 9   | 3 | 3 | 0 | 0 | 7  | 1  | +6   |
| 2    | Pays-Bas   | 4   | 3 | 1 | 1 | 1 | 4  | 4  | 0    |
| 3    | Argentine  | 3   | 3 | 1 | 0 | 2 | 4  | 7  | -3   |
| 4    | États-Unis | 1   | 3 | 0 | 1 | 2 | 4  | 7  | -3   |

| Match | Date         | Équipe 1   | Résultat | Équipe 2   |
| ----- | ------------ | ---------- | -------- | ---------- |
| 16h15 | 8 septembre  | Iran       | 3-1      | Argentine  |
| 19h00 | 8 septembre  | Pays-Bas   | 2-2      | États-Unis |
| 14h00 | 10 septembre | Argentine  | 0-2      | Pays-Bas   |
| 16h15 | 10 septembre | États-Unis | 0-2      | Iran       |
| 10h00 | 12 septembre | Iran       | 2-0      | Pays-Bas   |
| 14h00 | 12 septembre | Argentine  | 3-2      | États-Unis |

### Phase finale

#### Tableaux
|  | Demi-finales        | Demi-finales        | Demi-finales        | Demi-finales        |                    |         | Finale              | Finale              | Finale              | Finale              |
|  |                     |                     |                     |                     |                    |         |                     |                     |                     |                     |
|  | 14 septembre, 10h00 | 14 septembre, 10h00 | 14 septembre, 10h00 | 14 septembre, 10h00 |                    |         | 16 septembre, 17h00 | 16 septembre, 17h00 | 16 septembre, 17h00 | 16 septembre, 17h00 |
|  | A1                  | Ukraine             | 4                   | 4                   |                    |         | 16 septembre, 17h00 | 16 septembre, 17h00 | 16 septembre, 17h00 | 16 septembre, 17h00 |
|  | A1                  | Ukraine             | 4                   | 4                   |                    |         | 16 septembre, 17h00 | 16 septembre, 17h00 | 16 septembre, 17h00 | 16 septembre, 17h00 |
|  | B2                  | Pays-Bas            | 0                   | 0                   |                    |         | 16 septembre, 17h00 | 16 septembre, 17h00 | 16 septembre, 17h00 | 16 septembre, 17h00 |
|  | B2                  | Pays-Bas            | 0                   | 0                   | Ukraine            | Ukraine | 2                   | 2                   |                     |                     |
|  | 14 septembre, 19h00 |                     |                     |                     | Ukraine            | Ukraine | 2                   | 2                   |                     |                     |
|  |                     |                     | Iran                | Iran                | 1ap                | 1ap     |                     |                     |                     |                     |
|  | B1                  | Iran                | Iran                | Iran                | 1ap                | 1ap     | 5                   | 5                   |                     |                     |
|  | B1                  | Iran                |                     |                     |                    |         |                     | 5                   |                     |                     |
|  | A2                  | Brésil              | 0                   | 0                   |                    |         |                     |                     |                     |                     |
|  | A2                  | Brésil              | 0                   | 0                   | Médaille de bronze |         |                     |                     |                     |                     |
|  |                     |                     |                     |                     |                    |         |                     |                     |                     |                     |
|  | 16 septembre, 14h00 |                     |                     |                     |                    |         |                     |                     |                     |                     |
|  | Pays-Bas            | Pays-Bas            | 1                   | 1                   |                    |         |                     |                     |                     |                     |
|  | Pays-Bas            | Pays-Bas            | 1                   | 1                   |                    |         |                     |                     |                     |                     |
|  | Brésil              | Brésil              | 3                   | 3                   |                    |         |                     |                     |                     |                     |
|  | Brésil              | Brésil              | 3                   | 3                   |                    |         |                     |                     |                     |                     |

|  | 5e place             |   |
|  |                      |   |
|  | 14 septembre, 16h15  |   |
|  |                      |   |
|  | [A3] Grande-Bretagne | 2 |
|  | [A3] Grande-Bretagne | 2 |
|  | [B3] Argentine       | 0 |
|  | [B3] Argentine       | 0 |

|  | 7e place            |   |
|  |                     |   |
|  | 14 septembre, 14h00 |   |
|  |                     |   |
|  | [A4] Irlande        | 1 |
|  | [A4] Irlande        | 1 |
|  | [B4] États-Unis     | 2 |
|  | [B4] États-Unis     | 2 |

#### Match pour la septième place
| 14 septembre 2016 | Irlande         | 1-2   | États-Unis                  | Centre olympique de tennis, Rio de Janeiro |                     |
| 14h (UTC-3)       | D. Sheridan 31e | (0-1) | 13e S. Jahn · 56e D. Bremer | Spectateurs : 2 800                        | Spectateurs : 2 800 |
| 14h (UTC-3)       | [PDF] Rapport   |       |                             | Spectateurs : 2 800                        | Spectateurs : 2 800 |

#### Match pour la cinquième place
| 14 septembre 2016 | Grande-Bretagne                | 2-0   | Argentine | Centre olympique de tennis, Rio de Janeiro |                     |
| 16h15 (UTC-3)     | M. Crossen 20e · M. Barker 46e | (1-0) |           | Spectateurs : 3 131                        | Spectateurs : 3 131 |
| 16h15 (UTC-3)     | [PDF] Rapport                  |       |           | Spectateurs : 3 131                        | Spectateurs : 3 131 |

#### Demi-finales
| 14 septembre 2016 | Ukraine                                 | 4-0   | Pays-Bas | Centre olympique de tennis, Rio de Janeiro |                     |
| 10h (UTC-3)       | V. Antoniuk 9e 44e 60+2e · O. Len 30+1e | (2-0) |          | Spectateurs : 2 010                        | Spectateurs : 2 010 |
| 10h (UTC-3)       | [PDF] Rapport                           |       |          | Spectateurs : 2 010                        | Spectateurs : 2 010 |

| 14 septembre 2016 | Iran                                                        | 5-0   | Brésil | Centre olympique de tennis, Rio de Janeiro |                     |
| 19h (UTC-3)       | R. Atashafrouz 14e · M. Jamali 30e 37e 53e · H. Tiz Bor 48e | (2-0) |        | Spectateurs : 3 965                        | Spectateurs : 3 965 |
| 19h (UTC-3)       | [PDF] Rapport                                               |       |        | Spectateurs : 3 965                        | Spectateurs : 3 965 |

#### Match pour la médaille de bronze
| 16 septembre 2016 | Pays-Bas         | 1-3   | Brésil                             | Centre olympique de tennis, Rio de Janeiro |                     |
| 14h (UTC-3)       | J. Schuitert 54e | (0-1) | 1re 49e 56e L. Gonçalves Do Amaral | Spectateurs : 6 737                        | Spectateurs : 6 737 |
| 14h (UTC-3)       | [PDF] Rapport    |       |                                    | Spectateurs : 6 737                        | Spectateurs : 6 737 |

#### Finale
| 16 septembre 2016 | Ukraine                              | 2-1 (ap)        | Iran          | Centre olympique de tennis, Rio de Janeiro |                     |
| 17h (UTC-3)       | V. Antoniuk 26e · A. Krasylnykov 65e | (1-0, 1-1, 1-1) | 50e M. Jamali | Spectateurs : 9 305                        | Spectateurs : 9 305 |
| 17h (UTC-3)       | [PDF] Rapport                        |                 |               | Spectateurs : 9 305                        | Spectateurs : 9 305 |

## Classement final
| Rang | Équipe          | J | V | N | D |
| ---- | --------------- | - | - | - | - |
| 1    | Ukraine         |   |   |   |   |
| 2    | Iran            |   |   |   |   |
| 3    | Brésil          |   |   |   |   |
| 4    | Pays-Bas        |   |   |   |   |
| 5    | Grande-Bretagne |   |   |   |   |
| 6    | Argentine       |   |   |   |   |
| 7    | États-Unis      |   |   |   |   |
| 8    | Irlande         |   |   |   |   |